# Emo Bohúň
Emo Bohúň (Rózsahegy, 1899. április 13. – Pozsony, 1959. július 15.) szlovák író, újságíró, szerkesztő, a Deres, a Bubon, a Veselé noviny magazinok alapítója. A memoár és humoros próza, valamint a népi regények szerzője, amelyek közül többet megfilmesítettek.

## Élete és munkássága
A makói és a rózsahegyi gimnáziumban és az alsókubini üzleti akadémián tanult, de ez utóbbit a háborús események miatt nem fejezte be. 1918-tól tisztviselő, banktisztviselő és szerkesztő Eperjesen. Ezt követően tisztviselőként vagy újság szerkesztőjeként alkalmazták több városban is: Kassa, Rózsahegy, Pozsony. 1925-től Pozsonyban több magazin (többek között a Ľudová politika, Ľudový chýrnik, Slovenský týždenník) szerkesztőjeként dolgozott, később a Szlovák Sajtóiroda igazgatója. A kommunizmus kezdete után üldözték, ideiglenesen megtiltották a megjelenését, és Pozsonyból kilakoltatták. A sztálinizmus bukása után az Úderník magazin szerkesztője lett. Ebben az időszakban hozzájárult a Roháč, a Nová literatúra, a Technické noviny, a Večerník, a Kultúrny život munkájához.
A szlovák irodalomtörténész és publicista, Juraj Špitzer közbenjárásának köszönhetően visszatérhetett Pozsonyba. A Női szeszélyek operett (1922) librettójának szerzője, és a magyar irodalomból Mikszáth Kálmán műveinek fordítója. Pozsonyban halt meg 1959. július 15-én. Zsolnán a Jozef Miloslav Hurban utcában 1999 óta van emléktáblája.

## Művei
- Ženské rozmary (librettó, 1922) Női szeszélyek
- Zaprášené histórie (memoár, 1948) Porlepte históriák[2]
- Dejiny veselé i neveselé (riport, 1960) Vidám és boldogtalan történetek
- Dedičstvo Jánošíkovho pokladu (regény) Jánošík kincsének öröksége
- Jánošíkov poklad (regény) Jánošík kincse

## Magyarul
- Porlepte históriák; ford. Bóné András; Szlovákiai Szépirodalmi Könyvkiadó, Bratislava, 1958[3]

## Fordítás
- Ez a szócikk részben vagy egészben  az   Emo Bohúň című szlovák Wikipédia-szócikk ezen változatának fordításán alapul.  Az eredeti cikk szerkesztőit annak laptörténete sorolja fel. Ez a jelzés csupán a megfogalmazás eredetét és a szerzői jogokat jelzi, nem szolgál a cikkben szereplő információk forrásmegjelöléseként.